# Acanthodoris lutea
Acanthodoris lutea is een slakkensoort uit de familie van de Onchidorididae. De wetenschappelijke naam van de soort werd voor het eerst geldig gepubliceerd in 1925 door MacFarland.